# Z-hex-3-enal
Z-hex-3-enal, ook nog bekend onder zijn verouderde naam  cis-3-hexenal en triviaal als blad-aldehyde, is een organische verbinding met de brutoformule {\displaystyle {\ce {C6H10O}}}, of met meer nadruk op zijn structuur: {\displaystyle {\ce {CH3CH2CH=CHCH2CHO}}}. Het is een onverzadigd aldehyde met een sterke geur van pas gemaaid gras en bladeren. Het is een kleurloze, heldere vloeistof.

## Voorkomen
De stof is een van de voornaamste vluchtige componenten in rijpe tomaten, hoewel het gevoelig is voor isomerisatie naar het geconjugeerde E-hex-2-enal. De stof wordt door bijna alle planten in kleine hoeveelheden uit alfalinoleenzuur gevormd en werkt aantrekkend op veel roof-insecten. Ook komt het voor als component van feromonen bij veel insecten.

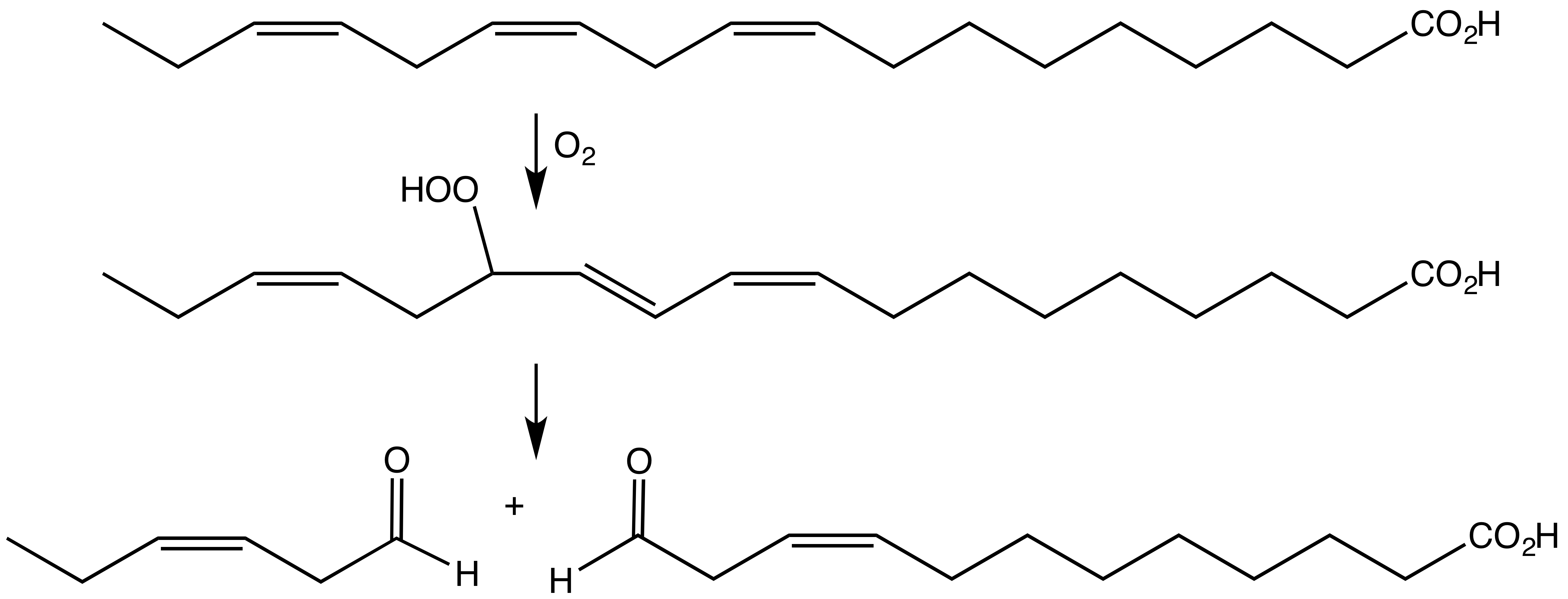
Biosynthese van Z-hex-3-enal uit alfalinoleenzuur via de enzymatische omzetting via het hydroperoxide.